# Sporobolus lanuginellus
Sporobolus lanuginellus là một loài thực vật có hoa trong họ Hòa thảo. Loài này được Maire miêu tả khoa học đầu tiên năm 1940.